# Prečín
Prečín (Hongaars: Soltészperecsény) is een Slowaakse gemeente in de regio Trenčín, en maakt deel uit van het district Považská Bystrica.
Prečín telt 1.404 inwoners.